# 大藤紀子
大藤 紀子（おおふじ のりこ）は、日本の法学者。専門は憲法。学位は、法学修士（一橋大学）。獨協大学法学部国際関係法学科教授。

## 略歴
大阪府生まれ。東京女子大学文理学部（文科系）英米文学（-1984年）・一橋大学大学院法学研究科公法学（-1993年）に進学、パリ第1大学及びパリ第2大学大学院留学、一橋大学大学院博士課程単位取得退学、聖学院大学政治経済学部講師、2001年度聖学院大学政治経済学部助教授、2010年度獨協大学法学部教授。2010年、憲法理論研究会事務局長。2014年、パリ政治学院ロースクール招聘教授。

## 主な著書
（出典）
- 編著　『憲法の普遍性と歴史性』辻村みよ子先生古稀記念論集
【第5部　所収　ポスト国民国家における「市民」】担当

分担執筆	2019年8月　日本評論社 山本一、只野雅人、蟻川恒正、中林昭雄編　pp.865-884
- 編著　『ヨーロッパ人権裁判所の判例Ⅱ』
【9 EUに対する『同等の保護』推定の限定】、
【25 ノン・ルフールマン原則と実効的救済】担当

分担執筆	2019年3月　信山社 小畑郁、江島晶子、北村泰三、建石真公子、戸波江二編	pp.80-84、pp.158-161
- 編著　『EU法基本判例集　第3版』
【第三章12　権限付与の原則─立法根拠の適正な選択】担当

分担執筆	2019年3月	日本評論社　中村民雄、須網隆夫編	pp.96-102
- 編著　『人権法の現代的課題 ─ヨーロッパとアジア─』
【第8章　外国人の人権保障における「普遍性」の諸局面 ─国民国家型 VS 相互承認型」】担当

分担執筆	2019年1月　法律文化社 中西優美子編	pp.147-165
- 編著	Contemporary Issues in Human Rights Law 
【Human Rights Protection in the EU as Unitas Multiplex（多元的統合体としてのEUにおける人権の保障）】担当

分担執筆	2018年	Springer Nature 中西優美子編	pp.51-69
- 編著 『憲法の思想と発展』浦田一郎先生古稀記念
【28　せめぎ合うフランス法 ─EU法との布置関係─】担当

分担執筆	2017年8月　信山社 阪口正二郎、江島晶子、只野雅人、今野健二編　pp.625-645
- 著書	『新憲法四重奏』第二版
【第2章 個性的に、かつ対等に生きるということ】
【第5章 市場経済の中で生きる】
【第9章 共に生きる社会をめざして】
【第10章 私たちが真の主権者であるために】担当

共著	2017年4月　有信堂高文社 大津浩、高佐智美、長谷川憲 pp.18-36、pp.75-90、pp.154-197
- 編著　『政治変動と立憲主義の展開』（講座 政治・社会の変動と憲法─フランス憲法からの展望─）
【第4章「ヨーロッパ統合と『国家主権』─その機能的側面について─」】担当

分担執筆	2017年3月　信山社	辻村みよ子編集代表　pp.95-116
- 編著　『環境学への誘い』
【第11章「『環境』と『法』の変容】担当

分担執筆	2016年9月　創成社 浜本光紹監修・獨協大学環境共生研究所編　pp.213-230
- 著書　『新憲法四重奏』
【第2章 個性的に、かつ対等に生きるということ】
【第5章 市場経済の中で生きる】
【第9章 共に生きる社会をめざして】
【第10章 私たちが真の主権者であるために】担当

共著	2015年6月　有信堂高文社　大津浩、高佐智美、長谷川憲	pp.18-35、pp.72-87、pp.150-193
- 編著　『フランスの憲法判例Ⅱ』
【第Ⅰ章第2節「EUの国内法秩序への組込み」　解説】
【第Ⅰ章第2節6　「憲法的アイデンティティに内在する原理」の侵害（2006年7月27日判決）」】
【第Ⅲ章第4節35　「遺伝子組換え体（GMO）法の憲法適合性（2008年6月19日判決）」】
【第Ⅶ章76　「憲法的アイデンティティに内在する原理（2010年12月17日判決）」】担当

分担執筆	2013年3月　信山社	辻村みよ子編集代表、フランス憲法研究会編　p27、pp.32-35、pp.175-178、pp.382-385
- 編著　『日本比較法研究所研究叢書87　法・制度・権利の今日的変容』
【La portée du principe d’égalité ou de non-discrimination　dans l’ordre juridique japonais】担当

分担執筆	2013年3月　中央大学出版部　植野妙実子編	pp.159-182
- 編著　『EUとフランス ―統合欧州のなかで揺れる三色旗』
【第1章　フランス憲法とEUリスボン条約

―立憲主義と民主主義の観点から】担当
分担執筆	2012年1月　法律文化社 安江則子編　pp.17-43
- 編著　『日本比較法研究所研究叢書82　フランス憲法の統治構造』
【第13章　EUとフランス】担当

分担執筆	2011年9月　中央大学出版部	植野妙実子編	pp.285-314
- 編著　『講座国際人権3　国際人権法の国内的実施』
【第2部6　フランスの国内裁判における国際人権―欧州人権条約およびEU法との交錯】担当

分担執筆	2011年3月　信山社 芹田健太郎、戸波江二、棟居快行、薬師寺公夫、坂元茂樹編　pp.127-149
- 編著　『EU法基本判例集　第2版』

分担執筆	2010年3月　日本評論社	中村民雄、須網隆夫編	pp.122-147
- 編著　『EU環境法』
【第Ⅲ部第10章　EU法における環境のための権利および責任について】担当

分担執筆	2009年11月 慶應義塾大学出版会 庄司克宏編　pp.357-391
- 編著　『新現代憲法入門　第2版』
【第５章　自己決定権とプライバシー権】
【第12章　憲法と条約】担当

分担執筆	2009年5月　法律文化社　山内敏弘編 pp.106-117、pp.370-381
- 編著　『ヨーロッパ人権裁判所の判例』
【４２　 公正な裁判の保障と武器平等・対審原則：コンセイユ・デタ（フランス行政裁判所）における政府委員の役割と外観理論：クレス判決（Kress v. France）［２００１、大法廷］】
【６７　 人種差別的表現：番組内の人種差別的発言に対する編集者の刑事責任：イェルシルド判決（Jersild v. Denmark）［１９９４、大法廷］】担当

分担執筆	2008年9月　信山社	戸波江二、北村泰三、建石真公子、小畑郁、江島晶子編	pp.281-285、pp.411-415
- 編著　『新版　体系憲法事典』
【基礎理論 Ⅱ憲法 第5章 基本原理の今日(21世紀)的展開 第3節 グローバリゼーションと憲法 3 地域統合とEU憲法】、
【日本国憲法 Ⅱ日本国憲法の構造 第8章 最高法規 第3節 憲法と国際法】担当

分担執筆	2008年7月　青林書院 杉原泰雄編集代表　pp.206-211、pp.800-805
- 著書　『憲法四重奏　第二版』
【第2章 個性的に、かつ対等に生きるということ】
【第5章 市場経済の中で生きる】
【第9章 共に生きる社会をめざして】
【第10章 私たちが真の主権者であるために】担当

共著	2008年4月 有信堂高文社	大津浩、高佐智美、長谷川憲	pp.106-117、pp.370-381
- 編著　『多層的ヨーロッパ統合と法』

分担執筆	2008年4月　聖学院大学出版会　大木雅夫、中村民雄編　pp.478-524
- 編著　『憲法諸相と改憲論』吉田善明先生古稀記念論集
【「平等原理・差別禁止原則の射程―欧州司法裁判所の判断を題材に―」】担当

分担執筆	2007年8月 敬文堂 縣幸雄、仲地博、笹川紀勝、中島徹、柏崎敏義編　pp.141-164
- 編著　『EU法基本判例集』
【第１部第１章８　第３の柱の枠組決定への国内法の適合解釈義務】
【第１部第３章１５　権限付与の原則とEC立法根拠の適法性】
【第１部第３章１６　EC法秩序における基本権保護】
【第１部第３章１７　民主主義の原則と欧州議会への諮問義務】[中村民雄氏との共同執筆]担当

分担執筆	2007年1月 日本評論社	中村民雄、須網隆夫編　pp.73-80、 pp.133-141、pp.142-149、 pp.150-159
- 編著　『いまなぜ憲法改正国民投票法なのか』
【海外の国民投票　フランス：EU憲法条約の批准を否決】

分担執筆	2006年3月 蒼天社井口秀作、浦田一郎、三輪隆編　pp.101-102
- 編著　『日本の男女共同参画政策 ─国と地方公共団体の現状と課題』
【第二部8章　都道府県の男女共同参画政策、「Ⅱ埼玉県」】担当

分担執筆	2005年3月　東北大学出版会 辻村みよ子編　pp.148-158
- 編著　『新現代憲法入門』
【第5章　自己決定権とプライバシー編】
【第12章　憲法と条約】担当

分担執筆	2004年4月 法律文化社 山内敏弘編 pp.106-117、pp.358-369
- 編著　『世界のポジティブ・アクションと男女共同参画』
【第三章　欧州連合（EU)における男女共同参画政策とポジティヴ・アクション】担当

分担執筆	2004年3月　東北大学出版会　辻村みよ子編　pp.49-85
- 編著	Le nouveau défi de la Constitution japonaise-Les théories et pratiques pour le nouveau siècle Séminaire franco-japonais de droit public

分担執筆	2004年2月　L.G.D.J. pp.123-134
- 編著　『欧州統合とフランス憲法の変容』
【第2章8　フランス法秩序と条約】担当

分担執筆	2003年2月　有斐閣 中村睦男、高橋和之、辻村みよ子編 pp.140-158
- 編著　La constitution et le temps

分担執筆	2003年1月　L'Hermès	Alexandre Viala編　pp.157-169
- 編著　『法の支配の現代的課題』
【第1部　変容する法の「支配」】担当

分担執筆	2002年10月　敬文堂 憲法理論研究会編　pp.37-50
- 編著　『フランスの憲法判例』
【I-B　欧州人権条約－死刑廃止】
【II-C　国土整備新興判決－地域による差異・積極的差別是正措置】担当

分担執筆	2002年9月　信山社	辻村みよ子編集代表　pp.42-47、pp.116-121
- 著書　『憲法四重奏』
【第2章 個性的に、かつ対等に生きるということ】
【第5章 市場経済の中で生きる】
【第9章 共に生きる社会をめざして】
【第10章 私たちが真の主権者であるために】担当

共著	2002年4月 有信堂高文社	大津浩、高佐智美、長谷川憲 pp.17-33、pp.67-82、pp.135-172
- 編著　『二一世紀の立憲主義―現代憲法の歴史と課題―』
【ヨーロッパにおける「地域」の位置づけについて】担当

分担執筆	2000年 6月 勁草書房 杉原泰雄先生古稀記念論文集刊行会編　pp.661-680
- 編著　『憲法の歴史と比較』

分担執筆	1998年5月　日本評論社	杉原泰雄、清水睦編集代表　pp.417-430
- 編著　『人権理論の新展開』

分担執筆	1994年10月　敬文堂　憲法理論研究会編　pp.187-199
- 編著　『主権と自由の現代的課題』

分担執筆	1994年4月　勁草書房　杉原泰雄教授退官記念論文集刊行会編　
pp.199-216